# Осада Барэнту
Осада Барэнту — сражение во время войны за независимость Эритреи. Битва проходила в 1977 году, город Барэнту был взят в осаду подразделениями эритрейских повстанцев.

## Ход сражения
Город Барэнту защищал большой гарнизон эфиопских войск. В городе были построены многочисленные укрепления для увеличения обороноспособности гарнизона, кроме того местное ополчение также участвовало в обороне. Наибольшее значение в этой битве оказало участие советских военных советников на стороне эфиопских войск.
Во время осады Барэнту эфиопы активно применяли авиацию для атак позиций повстанцев. Атаки самолётов стали причиной большого количества жертв среди повстанцев из НФОЭ и ФОЭ, которые проводили свою первую крупную совместную операцию. Между этими группировками не было достигнуто взаимопонимание в ходе осады Барэнту и неслаженность их действий привела к тому, что между ними началась неприязнь. В дальнейшем эта неприязнь переросла в вооружённую борьбу между повстанцами, что привело к гражданской войне в Эритрее.
Понеся тяжёлые потери НФОЭ и ФОЭ отказались от идеи захватить Барэнту, а их неудача в ходе первой битвы за Массауа привела к пересмотру повстанцами тактики ведения войны.